# Diane Wei Liang
Diane Wei Liang (ur. 1966 w Pekinie) – chińska pisarka zamieszkała w Londynie.

## Życie
W dzieciństwie przebywała z rodzicami w obozie pracy przymusowej. Ukończyła psychologię na Uniwersytecie Pekińskim. W 1989 brała udział w demonstracjach studenckich na placu Tian’anmen. W 1990 wyemigrowała do USA, gdzie doktoryzowała się w zakresie zarządzania, a następnie wykładała na różnych uczelniach w Stanach Zjednoczonych i Wielkiej Brytanii. Obecnie (2011) mieszka w Londynie. Ma męża i dwoje dzieci.

## Działalność
Książki autorstwa Wei Liang zostały wydane w 23 krajach świata. Napisała także przewodniki turystyczne po Szanghaju, Pekinie i całych Chinach. Gości z wywiadami w BBC, a także współpracuje z prasą, np. z The Sunday Telegraph, El País, Le Monde, The Literary Review, Kirkus Reviews, Rocky Mountain News i innymi.

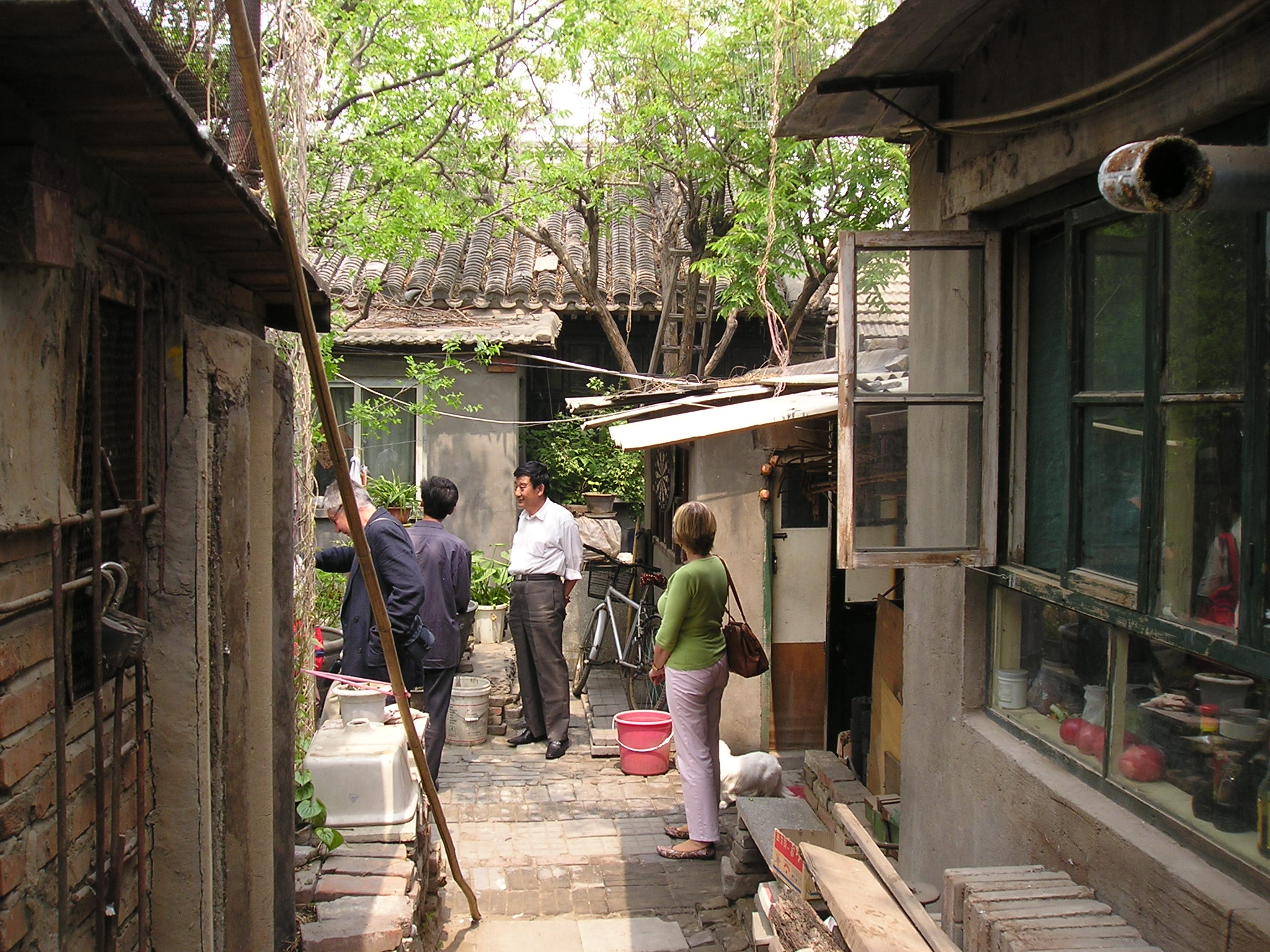
Wnętrze typowego hutongu – miejsce akcji wielu wątków w powieściach Wei Liang

## Książki
Autorka wydała dwie powieści kryminalne, które oprócz zaprezentowania rozwiązywanej zagadki, wprowadzają czytelnika w świat nieznanego Pekinu oraz chińskich realiów prowincjonalnych. Bohaterką jest Mei Wang – prywatna detektyw z Pekinu. Akcja rozgrywa się w nieznanych zachodnim turystom dzielnicach i hutongach. Opisuje lokalne zwyczaje, kulinaria, a także powraca do powojennej historii Chin, zbrodni rewolucji kulturalnej i przemian epoki Deng Xiaopinga. Autorka nawiązuje do wszechobecnej korupcji urzędników i policji. Bohaterka powieści musi ukrwać swoją profesję pod nazwą biura konsultacyjnego, gdyż prowadzenie firm detektywistycznych jest w Chinach zabronione.
Wydano dotąd:
- Oko jadeitu (The Eye of Jade), 2007 – poszukiwania misy z czasów dynastii Han,
- Papierowy motyl (Paper Butterfly), 2008 – poszukiwania zaginionej piosenkarki Kaili (książka miesiąca krytyków i czytelników w Wielkiej Brytanii).